# Имперско министерство на въздухоплаването
Имперско министерство на въздухоплаването (на немски: Reichsluftfahrtministerium (RLM)) е върховно министерско звено по времето на Ваймар и националсоциализма (1919 – 1945).

## Райхсминистри на въздухоплаването (1933 – 1945)
| № | Държава             | Име (Роден-Починал)                           | Начало на мандата | Край на мандата | Дни на упр. | Управляваща партия/Коалиция | Кабинет | Бележки/Връзки |
| - | ------------------- | --------------------------------------------- | ----------------- | --------------- | ----------- | --------------------------- | ------- | -------------- |
| 1 | Нацистка Германия ↓ | Херман Гьоринг (1893-1946) Райхсмаршал        | 5 май 1933        | 24 април 1945   | 4372        | NSDAP                       | I.      |                |
| 2 | —                   | Роберт Ритер фон Грайм (1892-1945) Фелдмаршал | 26 април 1945     | 24 май 1945     | 28          | NSDAP                       | I.      |                |

## Структура
- ZA централен отдел
- FoFü, Forschungsführung — управление на научните изследвания — дирекция на четирите изследователи и практици Валтер Георги, Адолф Баумкер, Зейвалд, Лудвиг Прант
- LA, Fliegende Verbände — контролно управление (на 1 август 1936 преименувано на генерален щаб на Луфтвафе) — управление на шест германски въздухоплавателни флоти
- LB, Luftnachrichten Truppe — войски на имперското министерство
- LС, Techniches Amt — техническо управление – състои се от девет ведомства, които предоставят проектиране и доставка на ново оборудване за военновъздушните сили
- LD — административно управление (бойна подготовка, образователен и управителен персонал)
- LE — управление по снабденията (създадено на 1 август 1936)
- LF, Flak — инспекция по войските ПВО
- Инспекция на школата на Луфтвафе

### Структура на техническото управление
- Zelle — отдел планер, апаратура и оръжия
- Motor — отдел разработка и закупуване на авиационни мотори
- Geräte — отдел авиационно устройство
- Funk — отдел радиоапаратура и РЛС
- Waffen — отдел самолетно въоръжение
- Bomben — отдел бомбардировъчно въоръжение и бомбен прицел
- Bodenorganization — отдел неземно оборудване
- Torpedo — отдел въздухоплавателни торпеда
- Fernsteuer Geräte — отдел далечно въоръжение (крилати ракети)

## Държавен секретар
- 1933 – 1944 Ерхард Милх

## Интересно
Във филма „Щит и меч“ сградата на имперското министерство е използвано като райхсканцелария на Третия райх.